# Прапор Намюру (провінції)
Прапор бельгійської провінції Намюр являє собою прапор із двома рівномірно забарвленими вертикальними ділянками. Провінція Намюр визнала цей прапор з 15 жовтня 1953 року.

## Дизайн
Прапор Намюру складається з двох вертикальних половин, ліва частина — чорна, права — червона. Подальших геральдичних зображень із герба на прапорі, на відміну від інших провінційних знамен, немає.

Прапор використовується у співвідношенні сторін 2:3.

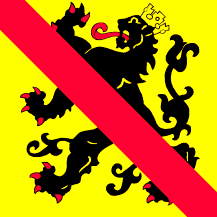
Старий неофіційний гербовий банер
Прапор губернатора провінції